# Lijst van joodse begraafplaatsen in België
In België zijn er, in tegenstelling tot in andere landen, maar weinig joodse begraafplaatsen. Een rapport van de Raad van Europa uit 2012 vermeldde dat het er op dat ogenblik tien waren.
Deze lijst geeft een (niet-exhaustief) overzicht van joodse begraafplaatsen in België:
| Begraafplaats                            | Gewest                         | Provincie       | Gemeente            |
| ---------------------------------------- | ------------------------------ | --------------- | ------------------- |
| Begraafplaats van Dieweg                 | Brussels Hoofdstedelijk Gewest |                 | Ukkel               |
| Multiconfessionele begraafplaats         | Brussels Hoofdstedelijk Gewest |                 | Evere en Schaarbeek |
| Gemeentelijke begraafplaats van Oudergem | Brussels Hoofdstedelijk Gewest |                 | Oudergem            |
| Gemeentelijke begraafplaats Vogelenzang  | Brussels Hoofdstedelijk Gewest |                 | Anderlecht          |
| Schoonselhof                             | Vlaanderen                     | Antwerpen       | Hoboken en Wilrijk  |
| Begraafplaats van Etterbeek              | Vlaanderen                     | Vlaams-Brabant  | Wezembeek-Oppem     |
| Gemeentelijke begraafplaats van Vorst    | Vlaanderen                     | Vlaams-Brabant  | Alsemberg (Beersel) |
| Begraafplaats van Kraainem               | Vlaanderen                     | Vlaams-Brabant  | Kraainem            |
| Gemeentelijke begraafplaats van Dilbeek  | Vlaanderen                     | Vlaams-Brabant  | Dilbeek             |
| Cimetière d'Arlon                        | Wallonië                       | Luxemburg       | Aarlen              |
| Joods begraafplaats                      | Vlaanderen                     | West-Vlaanderen | Oostende            |